# (73685) 1990 SE9
(73685) 1990 SE9 – planetoida z pasa głównego asteroid okrążająca Słońce w ciągu 4,22 lat w średniej odległości 2,61 j.a. Została odkryta 22 września 1990 roku.